# 李·布坎南
李·大衛·布坎南（英語：Lee David Buchanan；2001年3月7日—）是一名英格蘭足球運動員，司職邊衛，現時效力英甲球會伯明翰足球會。

## 球會生涯

### 德比郡
2019年8月12日，布坎南在英格蘭聯賽盃對斯坎索普联的比賽中首次職業上場，並打進全場唯一進球，使球隊晉級至下一回合。8月24日，他首次在職業聯賽上場，對西布罗姆维奇的比賽中先發上場並踢滿90分鐘。

### 雲達不萊梅
2022年7月，他自由身轉投剛晉級回德国足球甲级联赛的雲達不萊梅。由於法律漏洞，這使德比郡得不到任何轉會收入，德比郡為此而向FIFA尋求法律援助以取回轉會費。7月29日，德比郡確定能獲得「訓練費」，這數字據報為六位數。
2022年8月20日，布坎南打進在德國的首顆進球，當時球隊落後2-0，他在比賽89分鐘使球隊取回一球，之後尼克拉斯·施密特和奧利華·貝基各打進一球，使球隊驚人地以3-2逆轉多特蒙德。整個22/23球季，他在各項賽事共上場23次。在新球季，他回到球會進行季前集訓，但在2023年7月25日因為與球它球會洽談轉會和體檢而被剔出。球會足球總監克莱门斯·弗里茨表示，布坎南對上場時間不滿意並希望有所轉變。

### 伯明翰
布坎南在2023年7月26日與英冠球會伯明翰簽下五年合約，轉會費據報導為150萬歐元。

## 國家隊生涯
2019年8月30日，布坎南首次被英格蘭U19徵召，並在10月9日以3-1不敵法國U19的比賽中上場。
2020年10月13日，他被提拔至英格蘭U20，並參加了以2-0擊敗威爾斯的比賽。
2020年11月，他被徵召上英格蘭U21，在11月13日在莫利纽克斯球场以3-1擊敗安道爾的賽事中上場。